# Uganda en los Juegos Olímpicos de Barcelona 1992
Uganda estuvo representada en los Juegos Olímpicos de Barcelona 1992 por un total de 8 deportistas que compitieron en 3 deportes.
El portador de la bandera en la ceremonia de apertura fue el boxeador Fred Muteweta. El equipo olímpico ugandés no obtuvo ninguna medalla en estos Juegos.